# Arklow-W-Klasse (2018)
Die Arklow-W-Klasse ist eine aus vier Einheiten bestehende Schiffsklasse der irischen Reederei Arklow Shipping.

## Geschichte
Die Schiffe werden auf der Werft Ferus Smit in Leer gebaut. Der Bauvertrag wurde im Herbst 2016 geschlossen. Die Schiffe, die auf dem zuvor gebauten Küstenmotorschiffstyp „Ferus Smit 8400“ basieren, ersetzen die Schiffe der bisherigen W-Klasse, die 2016 und 2017 verkauft wurden.
Der Bau der Schiffe wurde zu einem Teil durch Kredite der KfW-IPEX- und DekaBank finanziert, die 51 Mio. Euro zur Verfügung stellten. Die Kredite sind zu 95 % durch Hermesdeckungen abgesichert.

## Beschreibung
Die Schiffe werden von einem Viertakt-Achtzylinder-Dieselmotor des Herstellers Caterpillar (Typ: MaK 8M32C) mit 3.840 kW Leistung angetrieben. Der Motor wirkt über ein Untersetzungsgetriebe auf einen Verstellpropeller mit Kortdüse. Die Schiffe sind mit einem Bugstrahlruder ausgerüstet.
Für die Stromerzeugung stehen ein von der Hauptmaschine angetriebener Generator mit 750 kW sowie zwei Dieselgeneratoren jeweils 250 kW Leistung zur Verfügung. Weiterhin wurde ein Notgenerator mit 100 kW Leistung verbaut.
Die Schiffe verfügen über zwei boxenförmige Laderäume. Laderaum 1 verjüngt sich im vorderen Bereich etwas. Laderaum 1 ist 42,0 m lang, 16,05 m breit und 11,8 m hoch. Die Kapazität des Laderaums beträgt 7.540 m³. Laderaum 2 ist 64,0 m lang, 16,05 m breit und 11,8 m hoch. Die Kapazität beträgt 12.176,7 m³. Die Laderäume werden mit Stapellukendeckeln verschlossen, die mit Hilfe eines Lukenwagens bewegt werden können. Die Schiffe sind mit zwei Schotten ausgerüstet, die an neun Positionen in den beiden Laderäumen aufgestellt werden können. Die Tankdecke kann mit 20 t/m² belastet werden.
Die Decksaufbauten befinden sich im hinteren Bereich der Schiffe. Für die Schiffsbesatzung stehen 14 Einzelkabinen zur Verfügung, die sich auf vier Decks verteilen. Auf drei weiteren Decks sind unter anderem der Maschinenraum, Messe und Galley sowie die Brücke untergebracht. Hinter den Decksaufbauten befindet sich ein Freifallrettungsboot.
Der Rumpf der Schiffe ist eisverstärkt (Eisklasse 1A).

## Schiffe
| Arklow-W-Klasse | Arklow-W-Klasse | Arklow-W-Klasse | Arklow-W-Klasse                    |
| Bauname         | Baunummer       | IMO-Nummer      | Kiellegung Stapellauf Ablieferung  |
| --------------- | --------------- | --------------- | ---------------------------------- |
| Arklow Wave     | 447             | 9818931         | 31. August 2018 24. Oktober 2018   |
| Arklow Wind     | 448             | 9818943         | 1. März 2019 4. April 2019         |
| Arklow Willow   | 449             | 9818955         | 6. September 2019 25. Oktober 2019 |
| Arklow Wood     | 450             | 9818967         | 3. April 2020 Juni 2020            |

Die Schiffe werden unter der Flagge Irlands betrieben. Heimathafen ist Arklow.